# Szeregowiec Ryan

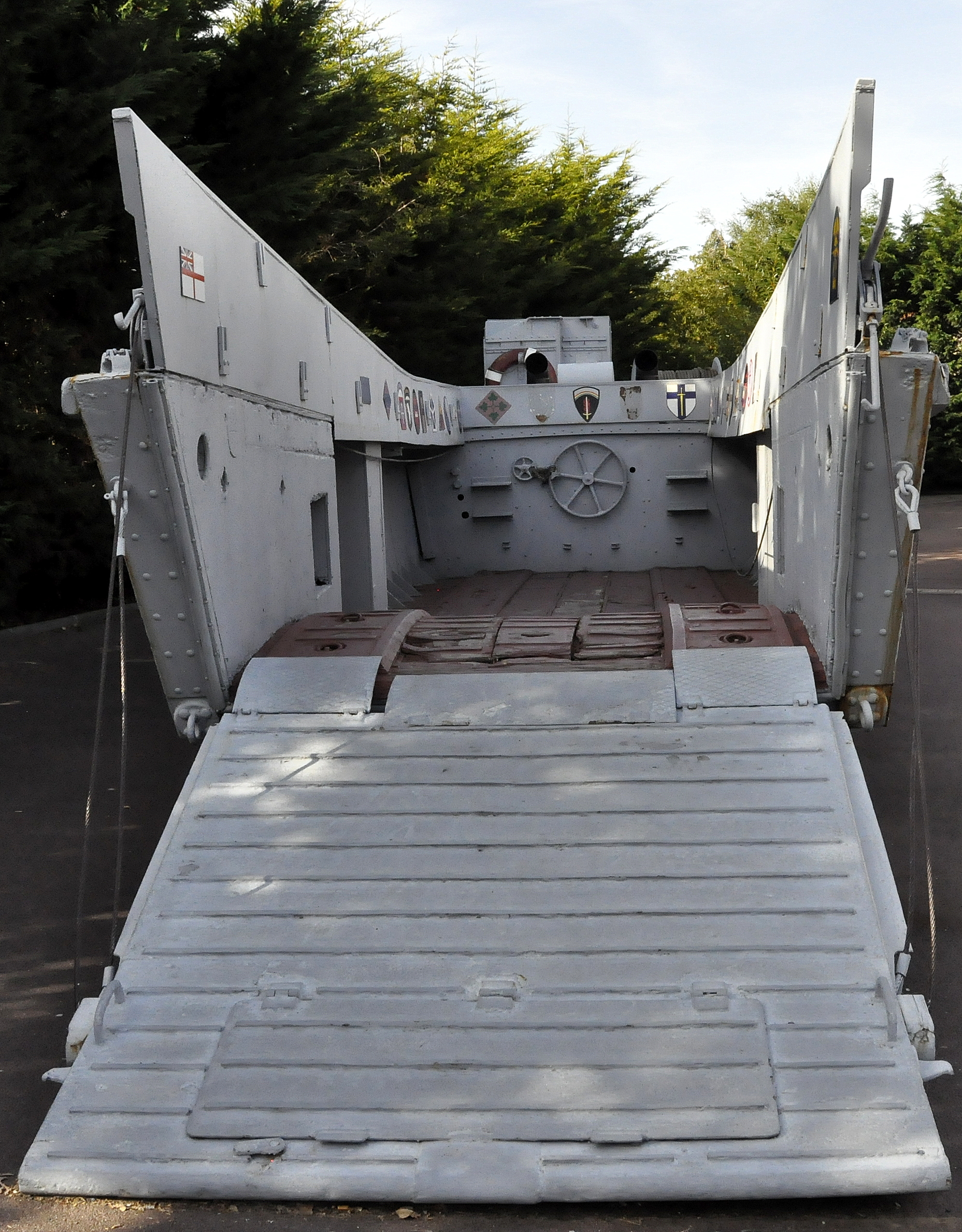
Oryginalna barka desantowa z 1944 roku użyta przy kręceniu filmu (obecnie eksponat we francuskim muzeum Le Grand Bunker Musée du Mur de l'Atlantique

Szeregowiec Ryan (ang. Saving Private Ryan) – wyprodukowany w 1998 roku dramat wojenny w reżyserii Stevena Spielberga, opowiadający o wydarzeniach z czasów II wojny światowej. Tłem fabuły jest operacja Overlord, czyli lądowanie aliantów w Normandii w czerwcu 1944 r.

## Fabuła
Akcja filmu rozpoczyna się w czasach współczesnych, kiedy starszy mężczyzna, weteran II wojny światowej, wraz z rodziną odwiedza amerykański cmentarz wojenny w Colleville-sur-Mer w Normandii. Przy jednym z nagrobków pada na kolana z płaczem.
W następnej scenie akcja przenosi się w formie retrospekcji do dnia 6 czerwca 1944 r. Amerykańscy żołnierze lądują na plaży Omaha w ramach inwazji na Normandię. Ponoszą ciężkie straty podczas szturmu na ufortyfikowane, niemieckie pozycje obronne. Kapitan Miller z 2. Batalionu Rangerów prowadzi żołnierzy do wyjścia z plaży. W innym miejscu pola bitwy martwy żołnierz leży na piasku twarzą do ziemi; jego ekwipunek jest oznaczony jako Ryan, S.
W Waszyngtonie, w Departamencie Wojny Stanów Zjednoczonych, generał George Marshall dowiaduje się, że w ciągu ostatniego tygodnia trzech z czterech synów rodziny Ryan zginęło w akcji, a czwarty syn, James Francis Ryan, wylądował wraz ze 101 Dywizją Powietrznodesantową gdzieś w Normandii (patrz: bracia Niland). Marshall nakazuje zorganizowanie misji ratunkowej z zadaniem odnalezienia Ryana.
Trzy dni po D-Day Miller otrzymuje rozkaz odszukania Ryana i sprowadzenia go z powrotem do domu. Wybiera siedmiu ludzi ze swojej kompanii: sierżanta Horvatha, starszych szeregowców Reibena i Caparzo, szeregowców Mellisha i Jacksona, sanitariusza Wade’a oraz technika Uphama, tłumacza z centrali. Wyruszają do wioski Neuville, gdzie spotykają oddział 101 DPD walczący z Niemcami. Caparzo zostaje zabity przez niemieckiego snajpera, którego następnie zdejmuje Jackson. Pozostali członkowie drużyny lokalizują w mieście szeregowca Jamesa Ryana, tylko po to, by dowiedzieć się, że to James Frederick Ryan, a nie osoba, której szukali. Od przechodzących drogą żołnierzy Miller dowiaduje się jednak, że poszukiwany przez niego Ryan broni ważnego mostu w miejscowości Ramelle.
W drodze do Ramelle Miller postanawia zneutralizować pozycję niemieckiego karabinu maszynowego MG 42 przy opuszczonej stacji radarowej, pomimo obaw swoich ludzi. Wade zostaje zabity w trakcie szturmu. Za namową Uphama, dowódca nie zabija wziętego do niewoli niemieckiego żołnierza i uwalnia go. Tracąc wiarę w przywództwo Millera, Reiben deklaruje zamiar dezercji, co prowadzi do konfrontacji z Horvathem. Miller rozładowuje impas, opowiadając o tym, że w cywilu był nauczycielem języka angielskiego w prowincjonalnym liceum; wskutek namów Reiben postanawia zostać.
W Ramelle żołnierze znajdują Ryana pośród małej grupy spadochroniarzy przygotowujących się do obrony kluczowego mostu przed nieuchronnym kontratakiem Niemców. Miller mówi Ryanowi, że jego bracia nie żyją i że kazano mu zabrać go do domu. Ryan nie chce jednak zejść ze stanowiska, wiedząc, że w obliczu niemieckiej przewagi każdy człowiek i karabin ma znaczenie. Miller postanawia połączyć swoją jednostkę ze spadochroniarzami w celu obrony mostu. Obmyśla plan zasadzki na wroga za pomocą dwóch karabinów maszynowych kalibru 0,30, butelek zapalających, min przeciwpancernych oraz improwizowanych ładunków wybuchowych włożonych do kieszeni wykonanych ze skarpet.
Elementy 2 Dywizji Pancernej SS „Das Reich” przybywają z dwoma czołgami Tygrys i dwoma niszczycielami czołgów Marder III, osłanianymi przez piechotę. Chociaż obrońcy zadają Niemcom ciężkie straty, prawie wszyscy spadochroniarze oraz Jackson, Mellish i Horvath giną w walce; tymczasem Upham jest sparaliżowany strachem i ukrywa się. Miller próbuje zniszczyć most, lecz zostaje postrzelony przez uwolnionego niemieckiego jeńca spod stacji radarowej, który ponownie dołączył do swojej jednostki. Miller strzela nieskutecznie, chcąc trafić w detonator, widząc przed sobą nadjeżdżający czołg. Gdy Tygrys dociera do mostu, niszczy go amerykański samolot P-51 Mustang. Przybywają amerykańskie posiłki i odpierają resztę niemieckich wojsk, po czym Upham wychodzi z ukrycia i rozstrzeliwuje niemieckiego jeńca, który strzelał do Millera, ale pozwala jego towarzyszom uciec.
Reiben i Ryan są z Millerem, kiedy ten umiera z powodu odniesionych ran. Gdy akcja przenosi się do teraźniejszości, to Ryan okazuje się być weteranem z początku filmu. Stoi nad grobem Millera, wyrażając swoją wdzięczność za poświęcenie, jakie on i jego ludzie ponieśli w czasie bitwy o Normandię. Ryan pyta swoją żonę, czy był godny takiej ofiary, na co ona odpowiada, że tak, bo jest dobrym człowiekiem. Ryan wstaje i salutuje nad grobem Millera, a film kończy się ujęciem na amerykańską flagę.

## Obsada

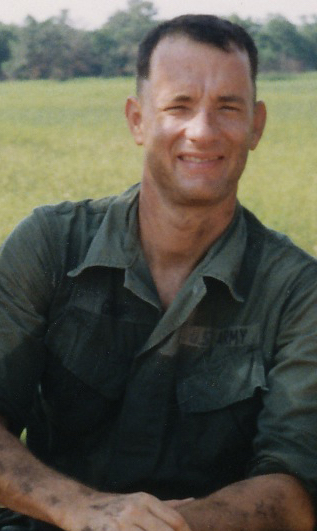
Tom Hanks – odtwórca głównej roli, czyli filmowego kpt. Johna Millera

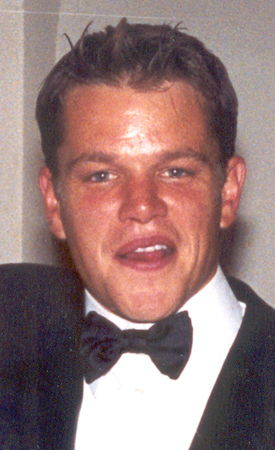
Matt Damon – odtwórca roli tytułowego szeregowca (Jamesa) Ryana

- Kapitan John H. Miller – Tom Hanks
- Szeregowiec James Francis Ryan – Matt Damon
  - Szeregowiec James Francis Ryan jako weteran – Harrison Young
- Sierżant Michael Horvath – Tom Sizemore
- Starszy szeregowiec Richard Reiben – Edward Burns
- Starszy szeregowiec Daniel Jackson – Barry Pepper
- Szeregowiec Stanley Mellish – Adam Goldberg
- Szeregowiec Adrian Caparzo – Vin Diesel
- Sanitariusz Irwin Wade – Giovanni Ribisi
- Technik Timothy E. Upham – Jeremy Davies
- Kapitan Fred Hamill – Ted Danson
- Sierżant William Hill – Paul Giamatti
- Podpułkownik Walter Anderson – Dennis Farina
- Marynarz Willie – Joerg Stadler
- Kapral Henderson – Max Martini
- Szeregowiec James Frederick Ryan – Nathan Fillion
- Porucznik Briggs – Rolf Saxon
- Porucznik DeWindt – Leland Orser
- Kapral Toynbe – Dylan Bruno
- Spadochroniarz Mandelsohn – Ryan Hurst
- Radiotelegrafista Mackey – Corey Johnson
- Doyle – Glenn Wrage
- Parker – Demetri Goritsas
- Kapral Loeb – John Sharian
- Jean – Stéphane Cornicard
- Generał George Marshall – Harve Presnell
- Pułkownik Departamentu Wojny – Dale Dye
- Pułkownik Departamentu Wojny – Bryan Cranston
- Margaret Ryan – Amanda Boxer
- Żona Ryana – Kathleen Byron

## Ekipa
- Reżyseria – Steven Spielberg
- Scenariusz – Robert Rodat
- Zdjęcia – Janusz Kamiński
- Muzyka – John Williams
- Scenografia – Thomas E. Sanders
- Montaż – Michael Kahn
- Kostiumy – Joanna Johnston
- Dekoracja wnętrz – Lisa Dean
- Dyrektor artystyczny – Tom Brown, Daniel T. Dorrance
- Produkcja – Ian Bryce, Mark Gordon, Gary Levinsohn, Steven Spielberg

## Nagrody

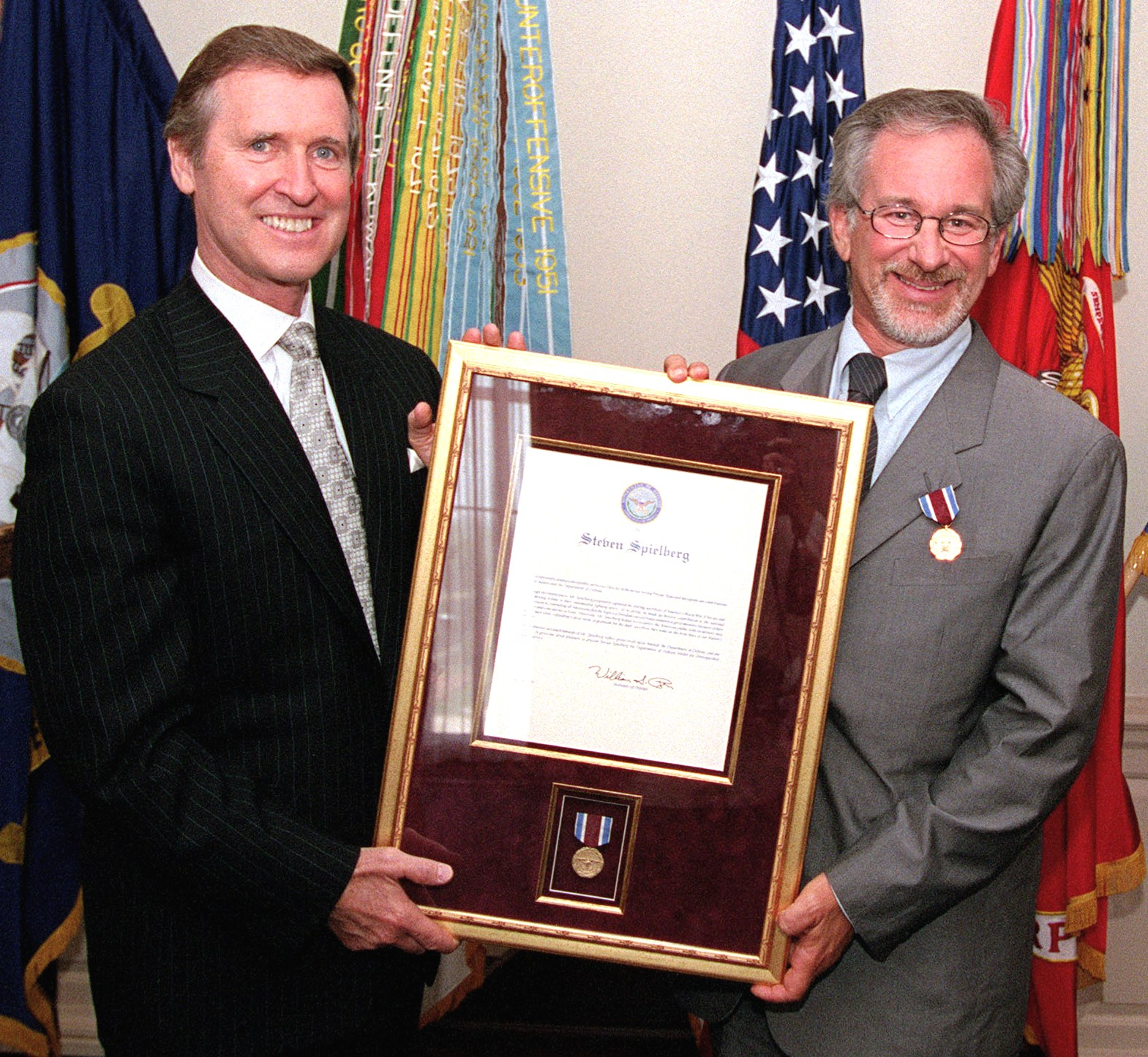
Ceremonia odznaczenia Stevena Spielberga Medalem Departamentu Obrony za Wybitną Służbę Publiczną za film Szeregowiec Ryan, 1999

Szeregowiec Ryan zdobył szereg nagród filmowych.
Oscary w 1998 roku – zdobył w 5 kategoriach (nominowany był w 11 kategoriach).
- - Zdjęcia – Janusz Kamiński
  - Reżyseria – Steven Spielberg
  - Montaż – Michael Kahn
  - Dźwięk – Gary Rydstrom, Gary Summers, Andy Nelson, Ronald Judkins
  - Efekty dźwiękowe – Gary Rydstrom i Richard Hymns
- Nominacje otrzymał w kategoriach: aktor, muzyka, scenariusz, scenografia, film, charakteryzacja.

Film otrzymał też następujące nagrody:
- 1999 – BAFTA najlepsze efekty specjalne
- 1999 – Saturn najlepszy film akcji / przygodowy / thriller
- 1999 – Złoty Glob najlepszy dramat
- 1999 – Steven Spielberg Czeski Lew – najlepszy film zagraniczny
- 1999 – Steven Spielberg Złoty Glob – najlepszy reżyser
- 1999 – John Williams Grammy – najlepsza muzyka
- 1998 – Złoty Ekran
- 1998 – najlepszy film FF-Toronto
- 1998 – Steven Spielberg najlepszy reżyser – FF-Toronto